# ایستگاه راه‌آهن کرمانشاه
ایستگاه راه‌آهن کرمانشاه در بزرگراه امام خمینی کرمانشاه قرار دارد. اداره راه‌آهن کرمانشاه برعهده راه‌آهن اراک است و هنوز اداره راه‌آهن مستقلی برای کرمانشاه ایجاد نشده‌است.

## مسیرهای خطوط
- کرمانشاه - ملایر
- کرمانشاه - تهران
- کرمانشاه - مشهد

## اهداف راه‌آهن کرمانشاه
امکان ارتباط شهر کرمانشاه با تهران و اتصال به شبکه راه‌آهن سراسری و ارتباط ریلی ایران و عراق از طریق مرز خسروی می‌شود.

## تاریخچه راه‌آهن کرمانشاه
بحث ساخته شدن راه‌آهن در کرمانشاه به نیمهٔ قرن نوزدهم باز می‌گردد. رسول بخشی در مقاله‌ای در شماره‌های ۱۳۵ تا ۱۴۲ روزنامهٔ ستارهٔ ایران (۷ تا ۱۶ اسفند ۱۳۰۲) به سابقهٔ پنجاه سالهٔ کشاکش بر سر ساخت راه‌آهن در ایران می‌پردازد و فراوانی اسناد مرتبط با آن در آرشیوهای روسیه و انگلستان را چنین توصیف می‌کند که اگر بخواهند آن را بسوزانند بیش از یک هفته زمان لازم خواهند داشت. رسول بخشی در این مقاله به مزایای چهار مسیر پیشنهادی برای ساخت راه‌آهن می‌پردازد و از مسیر قصر شیرین، قم، اصفهان و تهران نیز یاد می‌کند که از کرمانشاه می‌گذرد و قابلیت اتصال به خط آهن بغداد و از آنجا به اروپا را نیز دارد.
ایستگاه راه‌آهن کرمانشاه در ۲۹ اسفند ۱۳۹۶ با حضور رئیس‌جمهور وقت حسن روحانی افتتاح گردید. این خط راه‌آهن از ایستگاه راه‌آهن ملایر احداث شده‌است. ایستگاه کرمانشاه دومین ایستگاه راه‌آهن بعد از ایستگاه ملایر و بزرگترین ایستگاه راه آهن در غرب ایران است.
پس از گذشت ۷ سال از افتتاح راه‌آهن کرمانشاه، وضعیت حمل و نقل ریلی در این استان انتقادات بسیاری را برانگیخته‌است. قطار کرمانشاه تا دو سال پس از افتتاح هر چهار روز یک‌بار مسافرگیری می‌کرد. پس از آن فواصل حرکت قطار سه روز در هفته (یک روز در میان) شد. از طرف دیگر تهیۀ بلیط قطار کرمانشاه بسیار مشکل است و مسافران برای تهیۀ بلیت باید از یک‌ ماه پیش بلیت سفر ماه آینده خود را از طریق سایت پیش‌خرید کنند. اما از آنجا که قطار کرمانشاه در نهایت به مشهد منتهی می‌شود و کاروان‌ها و گروه‌های زیارتی همیشه پیگیر خرید بلیط هستند، معمولاً همۀ بلیت‌ها در همان یکی دو روز اول تاریخ اعلام‌شده به فروش می‌رسند و مسافران مجبورند برای تهیه بلیت ماه‌ها انتظار بکشند. همچنین قطار مورد استفاده در مسیر راه‌آهن کرمانشاه سه ستاره است که در زمرۀ قطارهای معمولی به شمار می‌آید. علاوه بر این واگن‌های قطار فرسوده و نامناسب و سرعت قطار نیز بسیار پایین است.
در اردیبهشت ۱۴۰۳ استاندار وقت کرمانشاه افتتاح راه آهن کرمانشاه در دورۀ‌ روحانی را نمایشی خواند و گفت این پروژه در شرایطی افتتاح شده که نواقص بسیاری در آن وجود داشته و به دلیل جوش کاری‌های نهایی که انجام نشده هنوز هم نمی‌تواند در برخی از قسمت‌های مسیر با سرعتی بیشتر از ۶۰ کیلومتر در ساعت حرکت کند. او اعتبار لازم برای رفع این نواقص را حداقل هزار میلیارد تومان عنوان کرد. در تیر ۱۴۰۳ معاون فنی و زیربنایی ادارۀ کل راه‌آهن اراک اعلام کرد ۱۰۰ میلیارد تومان برای رفع نواقص این پروژه اختصاص داده شده، و طی دو سال گذشته برای افزایش سرعت قطار ۴۰۰۰ جوش‌ریل در این مسیر انجام شده و با اتمام کار جوش‌ریل‌ها سرعت قطار در این مسیر به ۱۲۰ کیلومتر در ساعت خواهد رسید.
در تیر ۱۴۰۳ استاندار کرمانشاه از تخصیص اعتبار ۳۰ هزار میلیارد تومانی از محل صندوق توسعه ملی به پروژۀ راه‌آهن کرمانشاه-خسروی به طول ۲۶۳ کیلومتر خبر داد و وعده داد که این بودجه طی سه سال تزریق شده و پروژه به طور کامل به اتمام می‌رسد.